# Bowling Green-massakren
Bowling Green-massakren er en opdigtet hændelse omtalt af USA's præsident Donald Trumps rådgiver Kellyanne Conway. Kellyanne Conway refererede til denne "massakre" i et interview den 2. februar 2017, i programmet Hardball with Chris Matthews som en retfærdiggørelse af et indrejseforbud dekreteret af USA's præsident, Donald Trump. "Massakren" blev beskrevet af Kellyanne Conway som et angreb, der skete i USA og var udført af terrorister, som udgav sig for at være flygtninge. Kellyanne Conway sagde:
Jeg er sikker på, der var ret ringe dækning. Jeg tør vædde på, at det er sprit ny information for folk, at præsident Obama nedlagde et seks-måneders-forbud mod det irakiske flygtninge-program efter at to irakere kom her til landet, blev radikaliserede og at de var hjerne bag Bowling Green-massakren. Det, jeg mener, er, at de fleste mennesker ikke ved noget om det, fordi det ikke blev pressedækket.
Udtalelsen var een af flere fra Donald Trump og hans administration, der blev betegnet som såkaldt alternative fakta.[kilde mangler]

## Efterspil
Dagen efter interviewet på MSNBC udtalte Kellyanne Conway, at hun havde udtrykt sig fejlagtigt, og at hun ville have brugt udtrykket "Bowling Green-terroristerne" i stedet for, men forholdt sig ikke til spørgsmålet om seks-måneders-forbuddet.
Hun henviste i sin forklaring til en hændelse, hvor to irakiske mænd var kommet til USA som flygtninge, og blev anholdt i Bowling Green, Kentucky, i 2011. De blev dømt for at støtte angreb på amerikanske soldater, mens de var i Irak. Desuden prøvede de at understøtte Al-Qaeda i Irak, efter de var kommet til USA.
Kellyanne Conways udtalelse om, at præsident Barack Obama "havde nedlagt et seks-måneders forbud mod Irak-flygtningeprogrammet", var også faktuelt forkert, som det blev anholdt af en række faktatjekkere.
Ingen irakerer har udført angreb med dødelig udgang siden invasionen af Irak i 2003.